# Magasin aux vivres
Un magasin aux vivres est un bâtiment fortifié servant d’entrepôt aux vivres d’une garnison et destiné à les protéger de toute attaque et de tout pillage.

## Liste de magasins aux vivres
- Ancien magasin aux vivres de Mayence et nouveau magasin aux vivres de Mayence ;
- Magasin aux vivres de Metz ;
- Magasin aux vivres de Minden ;
- Magasin aux vivres royal de Prusse, à Berlin ;
- Magasin aux vivres de Potsdam ;
- Magasin aux vivres de Rochefort
- Magasin aux vivres de Stralsund.
- Magasin des vivres de la marine de Bordeaux